# Helicia dongxingensis
Helicia dongxingensis är en tvåhjärtbladig växtart som beskrevs av Hua Shing Kiu. Helicia dongxingensis ingår i släktet Helicia och familjen Proteaceae. Inga underarter finns listade i Catalogue of Life.